# Xenochalepus platymerus
Xenochalepus platymerus is een keversoort uit de familie bladkevers (Chrysomelidae). De wetenschappelijke naam van de soort werd in 1859 gepubliceerd door Pierre Hippolyte Lucas.